# Crenosoma vulpis
Crenosoma vulpis är en rundmaskart. Crenosoma vulpis ingår i släktet Crenosoma, och familjen Crenosomatidae. Arten är reproducerande i Sverige.